# Mateusz Matras
Mateusz Matras (ur. 23 stycznia 1991 w Ornontowicach) – polski piłkarz występujący na pozycji pomocnika w Zagłębiu Sosnowiec.

## Kariera
Matras jest wychowankiem Gwarka Ornontowice. W 2008 awansował wraz z klubem do IV ligi. W 2010 został wypatrzony przez działaczy pierwszoligowego Piasta Gliwice. Zadebiutował w nim 11 września tego roku w meczu przeciwko Dolcanowi Ząbki. Po dwóch latach świętował z gliwiczanami awans do Ekstraklasy. W sezonie 2012/13 stał się podstawowym zawodnikiem drużyny ze Śląska. W sumie w drużynie ze Śląska zagrał w ponad stu meczach. W 2014 na zasadzie wolnego transferu przeszedł do Pogoni Szczecin. Następnie występował w Lechii Gdańsk.
26 lutego 2018 podpisał kontrakt z Zagłębiem Lubin, skąd 14 stycznia 2019 został wypożyczony do Górnika Zabrze.

## Statystyki kariery
(aktualne na dzień 21 lutego 2025)
| Klub               | Sezon              | Liga               | Liga  | Liga   | Puchar Polski | Puchar Polski | Liga Europy | Liga Europy | Suma  | Suma   |
| Klub               | Sezon              | Liga               | Mecze | Bramki | Mecze         | Bramki        | Mecze       | Bramki      | Mecze | Bramki |
| ------------------ | ------------------ | ------------------ | ----- | ------ | ------------- | ------------- | ----------- | ----------- | ----- | ------ |
| Piast Gliwice      | 2010/11            | I liga             | 19    | 0      | 0             | 0             | –           | –           | 19    | 0      |
| Piast Gliwice      | 2011/12            | I liga             | 27    | 1      | 1             | 0             | –           | –           | 28    | 1      |
| Piast Gliwice      | 2012/13            | Ekstraklasa        | 25    | 1      | 2             | 0             | –           | –           | 27    | 1      |
| Piast Gliwice      | 2013/14            | Ekstraklasa        | 33    | 1      | 1             | 0             | 2           | 1           | 36    | 2      |
| Piast Gliwice      | Ogólnie            | Ogólnie            | 104   | 3      | 4             | 0             | 2           | 1           | 110   | 4      |
| Pogoń Szczecin     | 2014/15            | Ekstraklasa        | 31    | 1      | 1             | 0             | –           | –           | 32    | 1      |
| Pogoń Szczecin     | 2015/16            | Ekstraklasa        | 35    | 2      | 1             | 0             | –           | –           | 36    | 2      |
| Pogoń Szczecin     | 2016/17            | Ekstraklasa        | 33    | 5      | 5             | 0             | –           | –           | 38    | 5      |
| Pogoń Szczecin     | Ogólnie            | Ogólnie            | 99    | 8      | 7             | 0             | 0           | 0           | 106   | 8      |
| Lechia Gdańsk      | 2017/18            | Ekstraklasa        | 7     | 1      | 1             | 0             | –           | –           | 8     | 1      |
| Zagłębie Lubin     | 2017/18            | Ekstraklasa        | 5     | 0      | 0             | 0             | –           | –           | 5     | 0      |
| Zagłębie Lubin     | 2018/19            | Ekstraklasa        | 7     | 0      | 1             | 0             | –           | –           | 8     | 0      |
| Górnik Zabrze      | 2018/19            | Ekstraklasa        | 16    | 3      | 1             | 0             | –           | –           | 17    | 3      |
| Górnik Zabrze      | 2019/20            | Ekstraklasa        | 22    | 0      | 1             | 0             | –           | –           | 23    | 0      |
| Górnik Zabrze      | 2020/21            | Ekstraklasa        | 0     | 0      | 0             | 0             | –           | –           | 0     | 0      |
| Stal Mielec        | 2020/21            | Ekstraklasa        | 27    | 1      | 1             | 0             | –           | –           | 28    | 1      |
| Stal Mielec        | 2021/22            | Ekstraklasa        | 34    | 1      | 0             | 0             | –           | –           | 34    | 1      |
| Stal Mielec        | 2022/23            | Ekstraklasa        | 31    | 2      | 2             | 0             | –           | –           | 33    | 2      |
| Stal Mielec        | 2023/24            | Ekstraklasa        | 33    | 3      | 3             | 0             | –           | –           | 36    | 3      |
| Stal Mielec        | 2024/25            | Ekstraklasa        | 20    | 1      | 1             | 0             | –           | –           | 21    | 1      |
| Stal Mielec        | Ogólnie            | Ogólnie            | 145   | 8      | 7             | 0             | 0           | 0           | 152   | 8      |
| Ogólnie w karierze | Ogólnie w karierze | Ogólnie w karierze | 405   | 23     | 22            | 0             | 2           | 1           | 429   | 24     |

## Sukcesy
- Występy w kwalifikacjach do Ligi Europy: 2013/2014
- Awans do Ekstraklasy: 2011/12
- Awans do IV ligi: 2007/08